# بیمارستان سینا

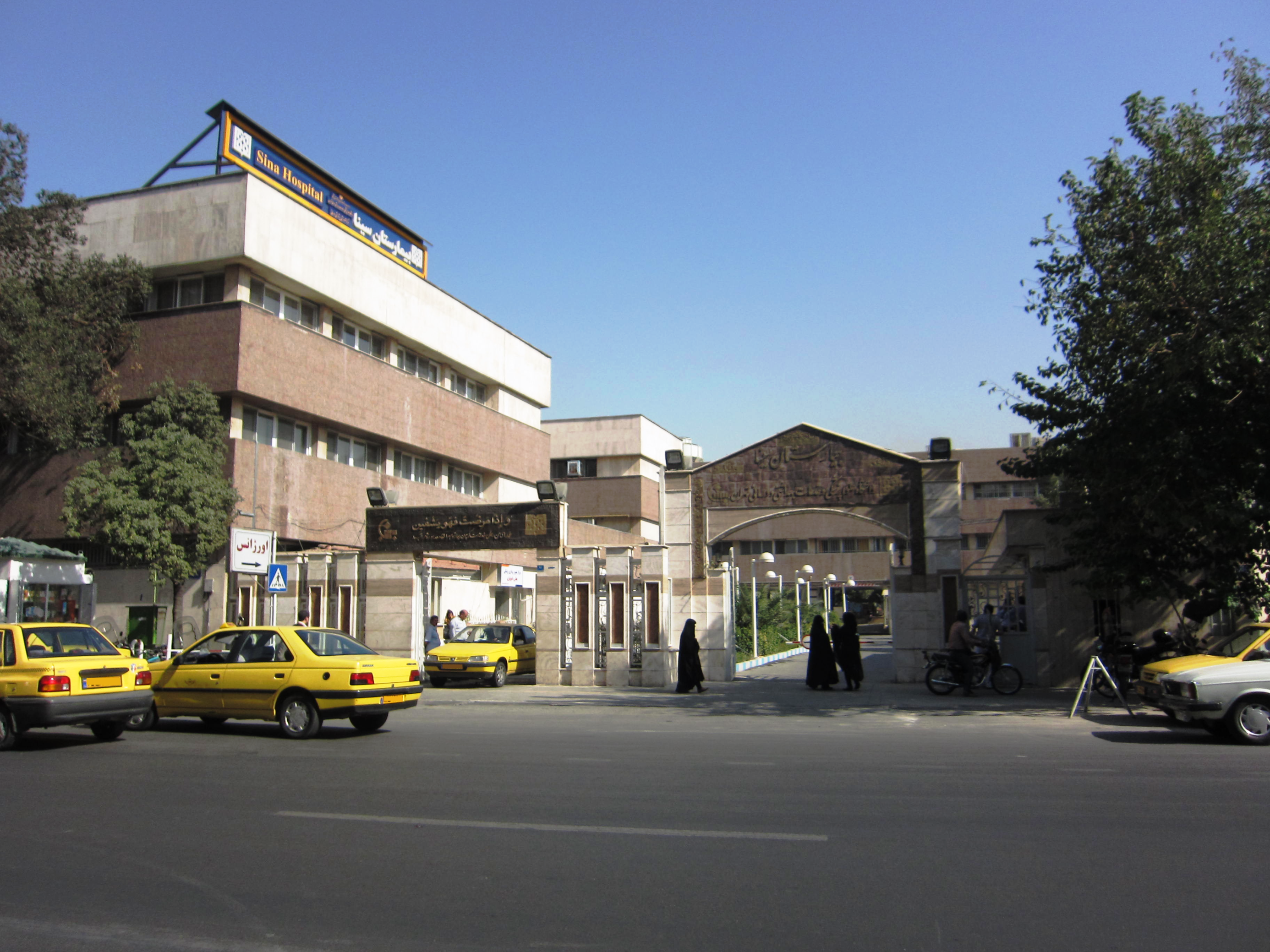
سردر بیمارستان سینا در خیابان امام خمینی تهران

بیمارستان سینا یا مریضخانه دولتی ایران (درگذشته) یکی از بزرگ‌ترین و قدیمی‌ترین بیمارستان‌های ایران است. بیمارستان سینا به عنوان یکی از بیمارستان‌های آموزشی دانشگاه علوم پزشکی تهران و یکی از مراکز جراحی به ویژه در موارد تروما در ایران محسوب می‌شود.

## تاریخچه
بیست سال پس از گشایش دارالفنون، ناصرالدین شاه پس از مسافرتی به اروپا دستور داد در تهران بیمارستانی به سبک اروپایی بسازند که مؤسس آن ناظم‌الاطبا بود. نام آن را پس از اتمام، مریضخانه دولتی گذاشتند. ساختمان قدیمی این بیمارستان در نزدیکی چهارراه حسن‌آباد قرار داشت. سپس با تغییر شکل و ساختن بناهای جانبی، امروزه به بیمارستان سینا می‌شناسند. این نخستین بیمارستان ایران بود که به دستگاه رادیولوژی مجهز شد. این دستگاه رادیولوژی به بهای ۲۵ هزار تومان خریداری و در ۵۴ بسته در زمستان ۱۳۰۱ خورشیدی از راه بغداد به ایران وارد شد. اما دست کم تا یک سال و نیم بعد ورود، نصب و راه اندازی نشد.

## رویدادهای مهم تاریخی
- ۱۲۵۱ خورشیدی: تأسیس مریضخانه دولتی به ریاست ناظم‌الاطبا
- ۱۲۶۲ ریاست میرزا ابوالحسن‌خان بهرامی
- ۱۲۷۵ ریاست ایلبرگ پزشک ارشد سفارت آلمان به فرمان مظفرالدین شاه
- ۱۲۸۰ تأسیس بخش آزمایشگاه مریضخانه دولتی تحت نظر پزشکان خارجی
- ۱۲۹۴ خروج پزشکان آلمانی از ایران و انتخاب میرزا زین‌العابدین خان لقمان‌الممالک به ریاست مریضخانه دولتی
- ۱۲۹۵ اجازه استفاده از قسمتی از مریضخانه به نیروهای روسی و آسیب‌دیدگی تأسیسات آن
- ۱۲۹۶ ریاست حسن لقمان ادهم (حکیم‌الدوله)
- ۱۲۹۸ آغاز فعالیت دو پزشک انگلیسی، نلیگان و اسکات در مریضخانه
- ۱۳۰۰ ریاست سیف‌الاطبا
- ۱۳۰۲ پایان فعالیت پزشکان انگلیسی در مریضخانه دولتی
- ۱۳۱۳ ریاست دکتر پرتو (حکیم اعظم)
- ۱۳۱۹ تغییر نام مریضخانه دولتی به بیمارستان سینا
- ۱۳۲۸ افتتاح بخش سوانح
- ۱۳۴۸ افتتاح ساختمان جدید و مجهز به اورژانس و درمانگاه جراحی
- ۱۳۵۲ افتتاح بخش جراحی اعصاب
- ۱۳۷۰ راه‌اندازی بخش سی‌تی اسکن
- ۱۳۷۲ راه‌اندازی بخش اورولوژی

## مراکز تحقیقات
- مرکز تحقیقات تروما و پژوهش‌های جراحی سینا
- مرکز تحقیقات اورولوژی
- مرکز تحقیقات ام اس
- مرکز تحقیقات چاقی
- مرکز تحقیقات درد
- مرکز پژوهش‌های تومورهای عصبی
- مرکز جراحی نورواندوکراین سینا

## امکانات
بیمارستان سینا دارای کتابخانه‌ای به مساحت ۱۲۰ مترمربع و حدود ۱۲۹۳ جلد کتاب فارسی و ۲۳۴۸ جلد کتاب انگلیسی و بیش از ۹۵ جلد مجله فارسی و انگلیسی و امکانات مختلف سمعی و بصری است.